# Koskiselkä
Koskiselkä är en sjö i Finland. Den ligger i Tervo i landskapet Norra Savolax, i den centrala delen av landet, 300 km norr om huvudstaden Helsingfors. Koskiselkä ligger 93 meter över havet.